# 京王稻田堤站

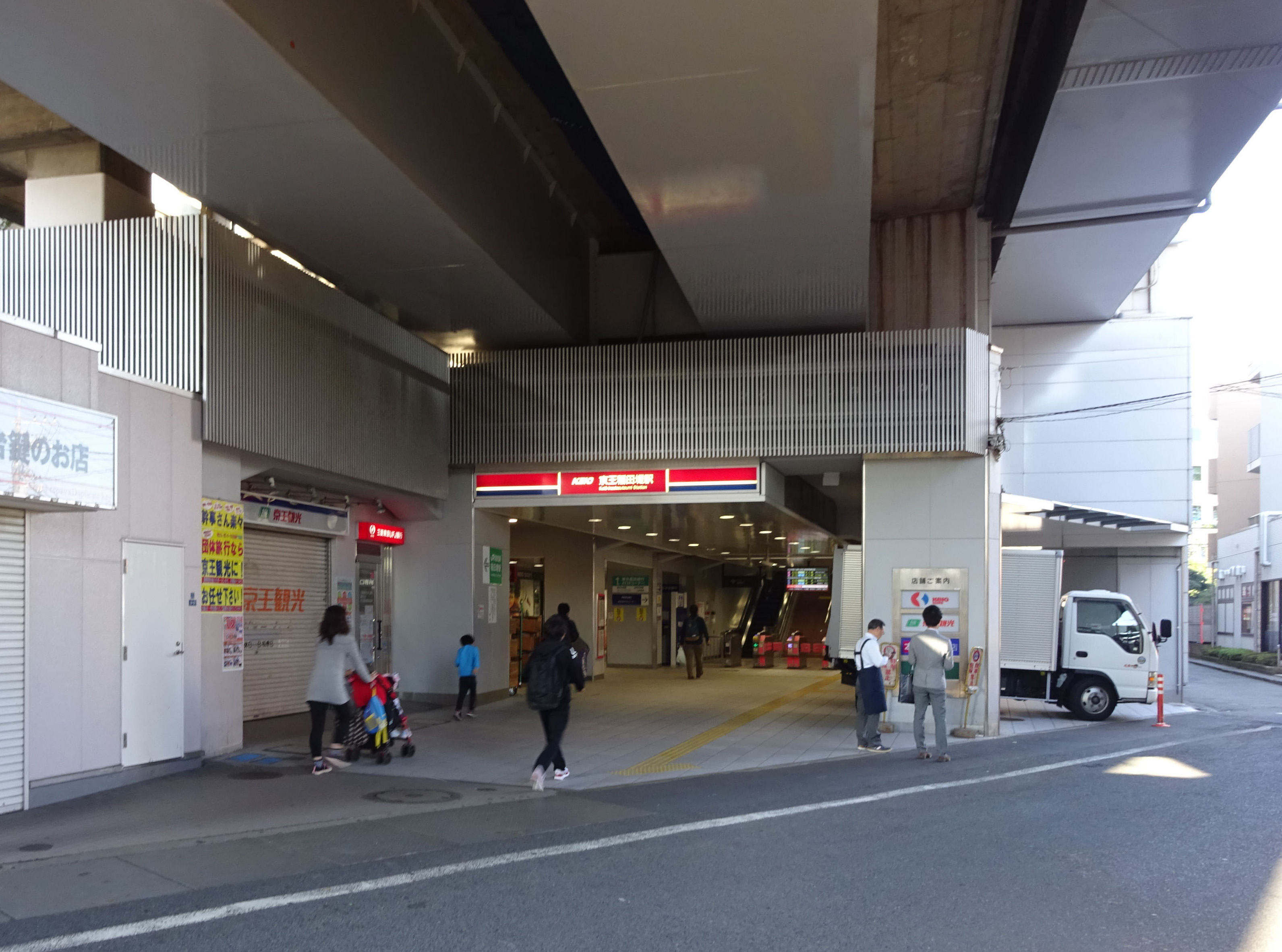
南口（2016年10月）

京王稻田堤站（日语：／ Keiō-inadazutsumi eki */?）是位於神奈川縣川崎市多摩區菅，屬於京王電鐵相模原線的鐵路車站。車站編號是KO36。此站是神奈川縣與川崎市最北端的車站。

## 年表
- 1971年4月1日，作為京王帝都電鐵的車站啟用，快速開始停靠此站。
- 2001年3月27日，急行開始停靠此站。
- 2013年2月22日，相模原線第二代的特急開始停靠此站，同日以KO36作為車站編號。
- 2015年（平成27年）9月25日 - 時刻表修正，準特急開始營運，為停車站。[2]

## 車站構造

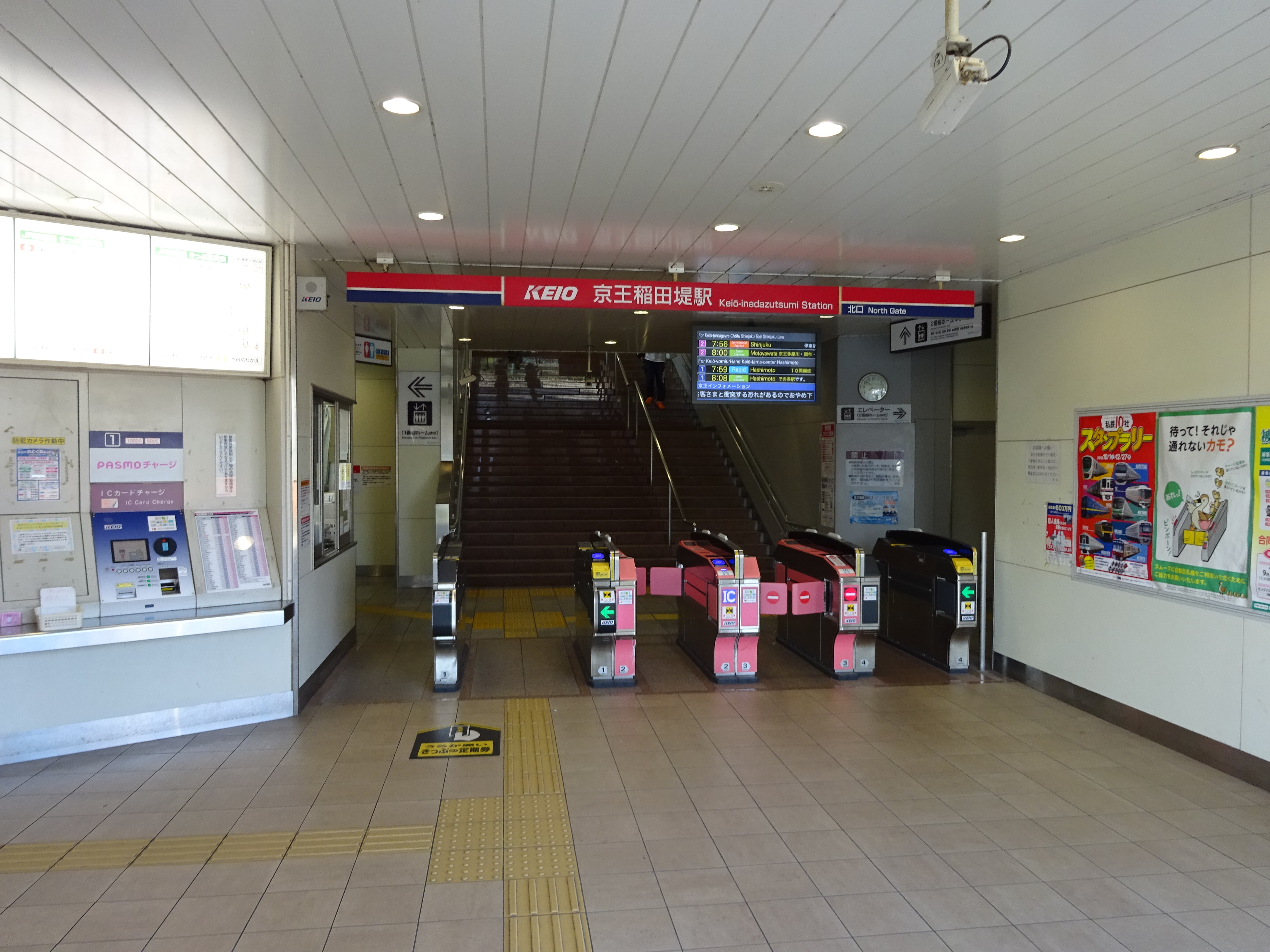
北驗票口（2016年10月）

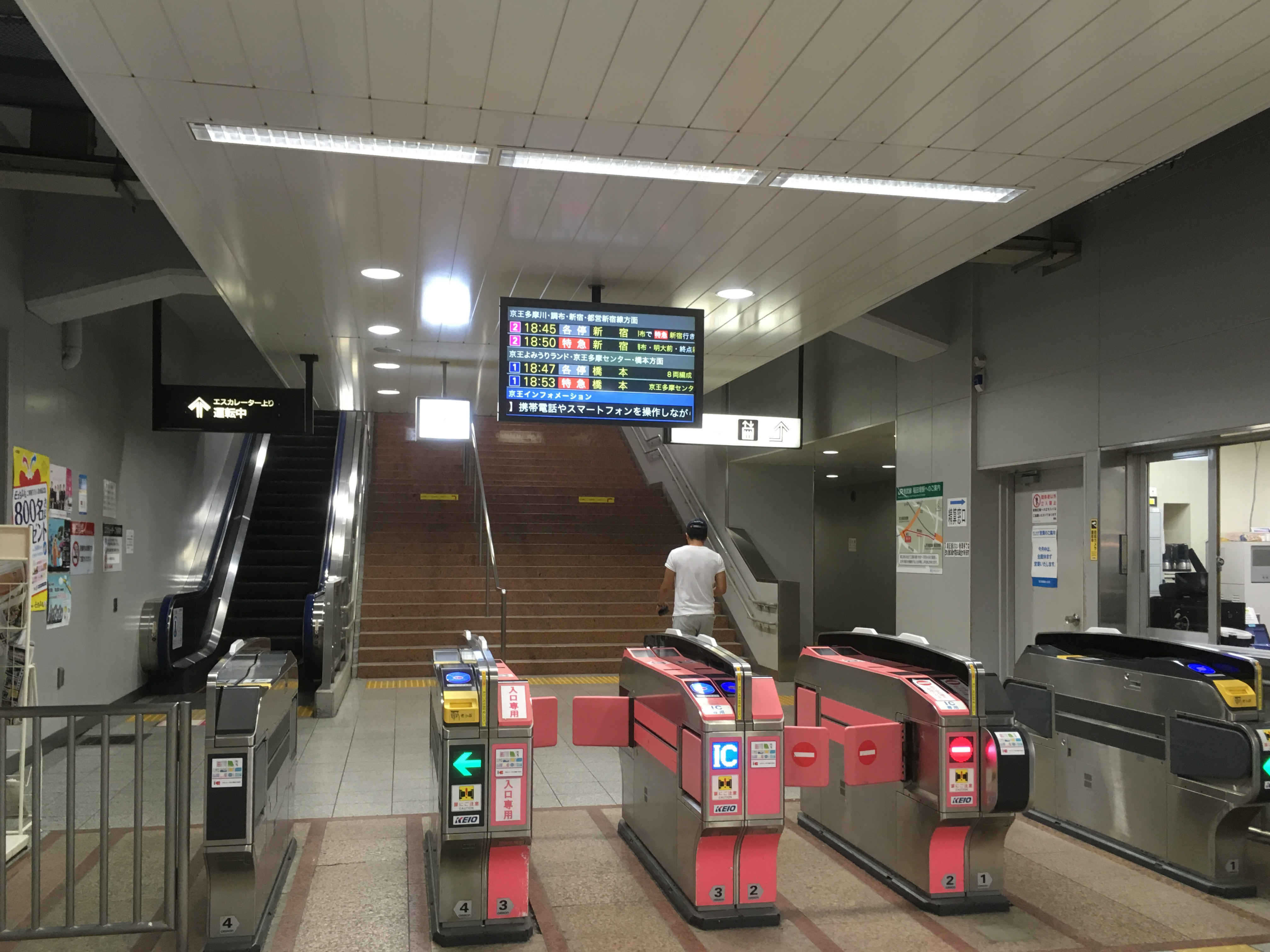
南驗票口（2017年6月）

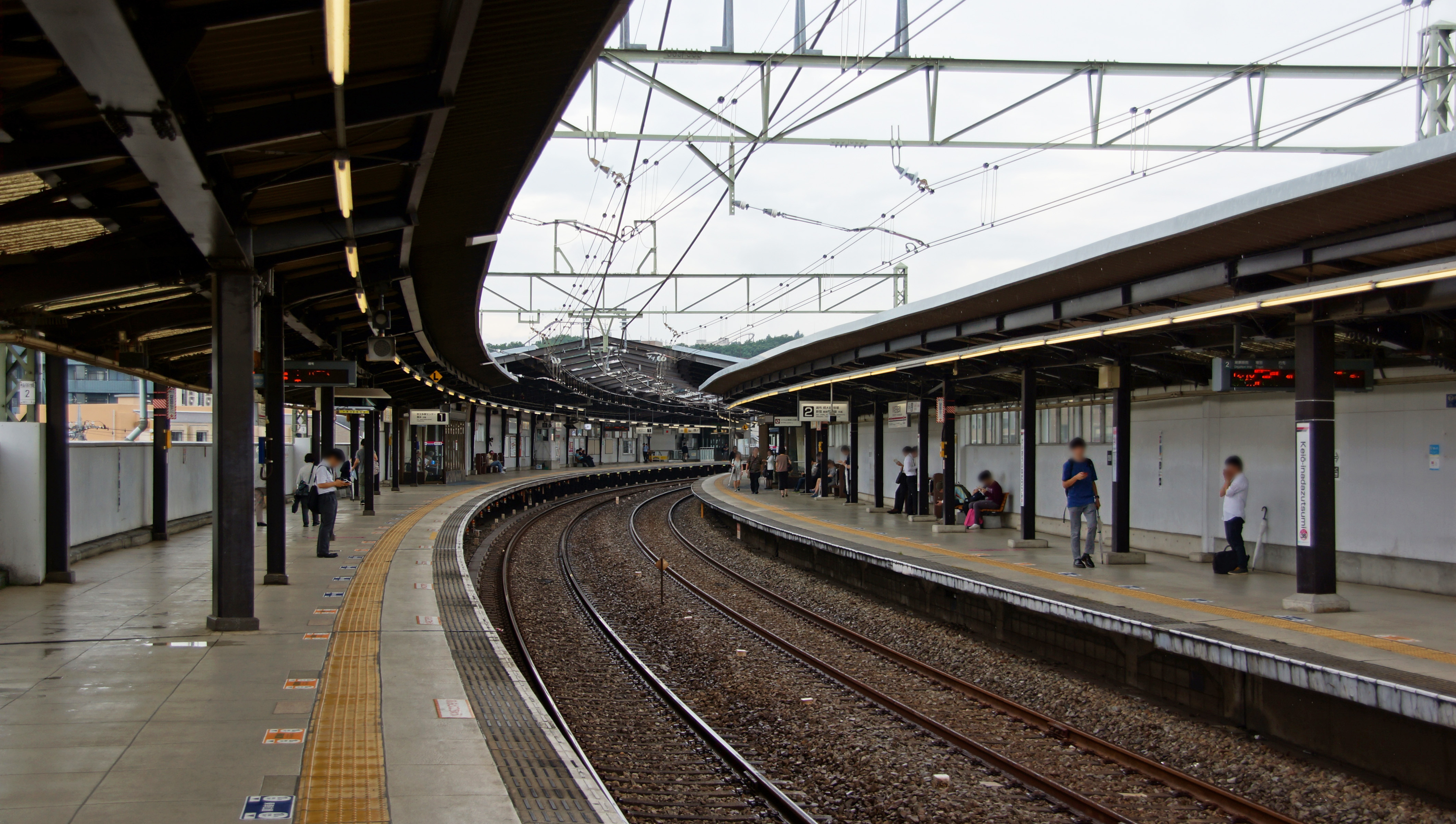
月台（2017年6月）

本站是擁有相對式月台2面2線的高架車站。出口分為北口與南口2處。北口僅設有樓梯與電梯，南口則設有各月台與出口層的連絡電梯（剪票口 - 1號月台需轉乘），中間層有往上專用的電扶梯前往各月台。而各月台中央皆有設置候車室。站內設有快速剪髮店「QB HOUSE」。

### 月台配置
| 月台 | 路線     | 方向 | 目的地                                           |
| ---- | -------- | ---- | ------------------------------------------------ |
| 1    | 相模原線 | 下行 | 京王讀賣樂園、京王多摩中心、橋本方向             |
| 2    | 相模原線 | 上行 | 京王多摩川、調布、明大前、笹塚、新宿、新宿線方向 |

## 使用情況
2016年度1日平均上下車人次為54,260人。每年上下車人次與上車人次變化如下。
| 年度               | 1日平均 上下車人次 | 1日平均 上車人次 |
| ------------------ | ------------------ | ---------------- |
| 1971年（昭和46年） | 3,957              |                  |
| 1975年（昭和50年） | 8,464              |                  |
| 1980年（昭和55年） | 11,431             |                  |
| 1985年（昭和60年） | 15,082             |                  |
| 1990年（平成02年） | 26,784             |                  |
| 1995年（平成07年） | 33,465             | 16,833           |
| 1996年（平成08年） |                    | 16,924           |
| 1997年（平成09年） |                    | 17,352           |
| 1998年（平成10年） |                    | 17,717           |
| 1999年（平成11年） |                    | 17,990           |
| 2000年（平成12年） | 35,353             | 17,839           |
| 2001年（平成13年） |                    | 18,617           |
| 2002年（平成14年） | 38,323             | 19,425           |
| 2003年（平成15年） | 40,076             | 19,997           |
| 2004年（平成16年） | 40,931             | 20,612           |
| 2005年（平成17年） | 42,591             | 21,167           |
| 2006年（平成18年） | 44,187             | 21,819           |
| 2007年（平成19年） | 45,810             | 22,469           |
| 2008年（平成20年） | 46,447             | 22,828           |
| 2009年（平成21年） | 48,323             | 23,871           |
| 2010年（平成22年） | 47,898             | 23,924           |
| 2011年（平成23年） | 47,957             | 23,641           |
| 2012年（平成24年） | 48,824             | 24,150           |
| 2013年（平成25年） | 50,630             | 24,661           |
| 2014年（平成26年） | 51,356             |                  |
| 2015年（平成27年） | 52,801             |                  |
| 2016年（平成28年） | 54,260             |                  |

## 車站周邊

### 北口
周邊多為住宅區，商店較少。

### 南口
東西向的商店街「京王站前通」通往稻田堤站。
附近有府中街道通過。府中街道對向有個小型圓環，是巴士站城下停留所。
府中街道沿線有家庭餐廳等商店。

### 巴士路線
南口最近的是城下（しろした）停留所，可搭乘川崎市巴士、小田急巴士。巴士站編號依川崎市巴士官方網站表列（小田急巴士官方網站的市巴士1號乘車處為2號乘車處，市巴士的3號乘車處為1號乘車處）。
1號乘車處
- 登14：經塚戶、生田宿、多摩警察署前 往向丘遊園站東口（川崎市巴士） ※僅早晨、傍晚
- 登14：經塚戶、生田宿、多摩區役所前 往登戶站（川崎市巴士） ※僅日間
- 登14：經塚戶、生田宿、多摩區役所前、登戶站 往向丘遊園站入口（川崎市巴士） ※僅日間
- 讀04：經稻田堤站前 往稻田堤（小田急巴士） ※僅平日早晨
- 登14：往菅四丁目（川崎市巴士）※也停靠4號乘車處（八千代銀行前）

2號乘車處
- 登14：往西菅團地（川崎市巴士）

3號乘車處
- 登14：往西菅團地（川崎市巴士） ※僅城下折返班次
- 讀04、讀05：經讀賣樂園前站 往生田折返場（小田急巴士）

4號乘車處 
- 登14：往菅四丁目（川崎市巴士）

## 站名由來
因靠近知名的賞櫻景點多摩川「稻田堤」，因此命名為「京王稻田堤」。

## 相鄰車站
京王電鐵
 相模原線
■特急、■準特急、■急行
調布（KO18）－京王稻田堤（KO36）－京王永山（KO40）
■區間急行、■快速、■各站停車
京王多摩川（KO35）－京王稻田堤（KO36）－京王讀賣樂園（KO37）

## 外部連結
- 京王稻田堤 - 京王電鐵

35°38′2″N 139°31′52″E / 35.63389°N 139.53111°E